# 溶存物質総量
溶存物質総量（ようぞんぶっしつそうりょう）とは、鉱水（鉱泉）1kg中に含まれているガス性以外の物質の総量のことであり、陽イオンと陰イオンと非解離物質の総合計の値をさす。
1978年に改正された環境庁鉱泉分析法指針で療養泉の基準のひとつとなり、総量1,000㎎以上は塩類泉に分類される。また、浸透圧による分類で低張泉、等張泉、高張泉の基準となる（「泉質#浸透圧による分類」も参照）。